# بيتر ويب (لاعب اتحاد الرغبي)
بيتر ويب (بالإنجليزية: Peter Webb)‏ هو لاعب اتحاد الرغبي نيوزيلندي، ولد في 15 فبراير 1854 في ويلينغتون في نيوزيلندا، وتوفي في 28 نوفمبر 1920.